# Henri Cournollet
Fernand Henri Jean Cournollet (Villers-sur-Mer, Calvados, 19 de desembre de 1882 - Rheims, Marne, 10 d'agost de 1972) va ser un jugador de cúrling francès, que va competir a començaments del segle xx.
El 1924 va prendre part en els Jocs Olímpics de Chamonix, on guanyà la medalla de bronze en la competició de cúrling formant equip amb Georges André, Armand Bénédic, Pierre Canivet, Robert Planque i Henri Aldebert.